# カルロス・アルベルト・ピメンテウ
カルロス・アルベルト・ピメンテウ（Carlos Alberto Pimentel、1973年7月17日 - ）は、ブラジル出身のサッカー指導者。

## 経歴
前任のエドワルドが家庭の事情で退団したことに伴い、2011年4月に柏レイソルのフィジカルコーチに就任した。なお、スポルチ・レシフェ時代にもネルシーニョの下でコーチを務めていた。2014年シーズン終了後、契約満了で退任した。
2015年ヴィッセル神戸のフィジカルコーチに就任した。

## 指導歴
- 1996年7月 - 1996年12月  AAポンチ・プレッタ フィジカルコーチ他
- 1998年3月 - 2007年  SCコリンチャンス・パウリスタ フィジカルコーチ
- 2008年1月 - 2008年6月  サントスFC フィジカルコーチ
- 2009年1月 - 2009年5月  スポルチ・レシフェ コーチ
- 2009年6月 - 2011年3月  イトゥアーノFCフィジカルコーチ
- 2011年4月 - 2014年12月  柏レイソル フィジカルコーチ
- 2015年 -  ヴィッセル神戸 フィジカルコーチ